# Comuna Kutkir, Busk
Kutkir (în ucraineană Куткір) este o comună în raionul Busk, regiunea Liov, Ucraina, formată din satele Bezbrodî, Kutkir (reședința) și Ostriv.

## Demografie
Componența lingvistică a comunei Kutkir
     Ucraineană (99,34%)
     Alte limbi (0,61%)
Conform recensământului din 2001, majoritatea populației comunei Kutkir era vorbitoare de ucraineană (99,34%), existând în minoritate și vorbitori de alte limbi.